# Utbrytarkonst

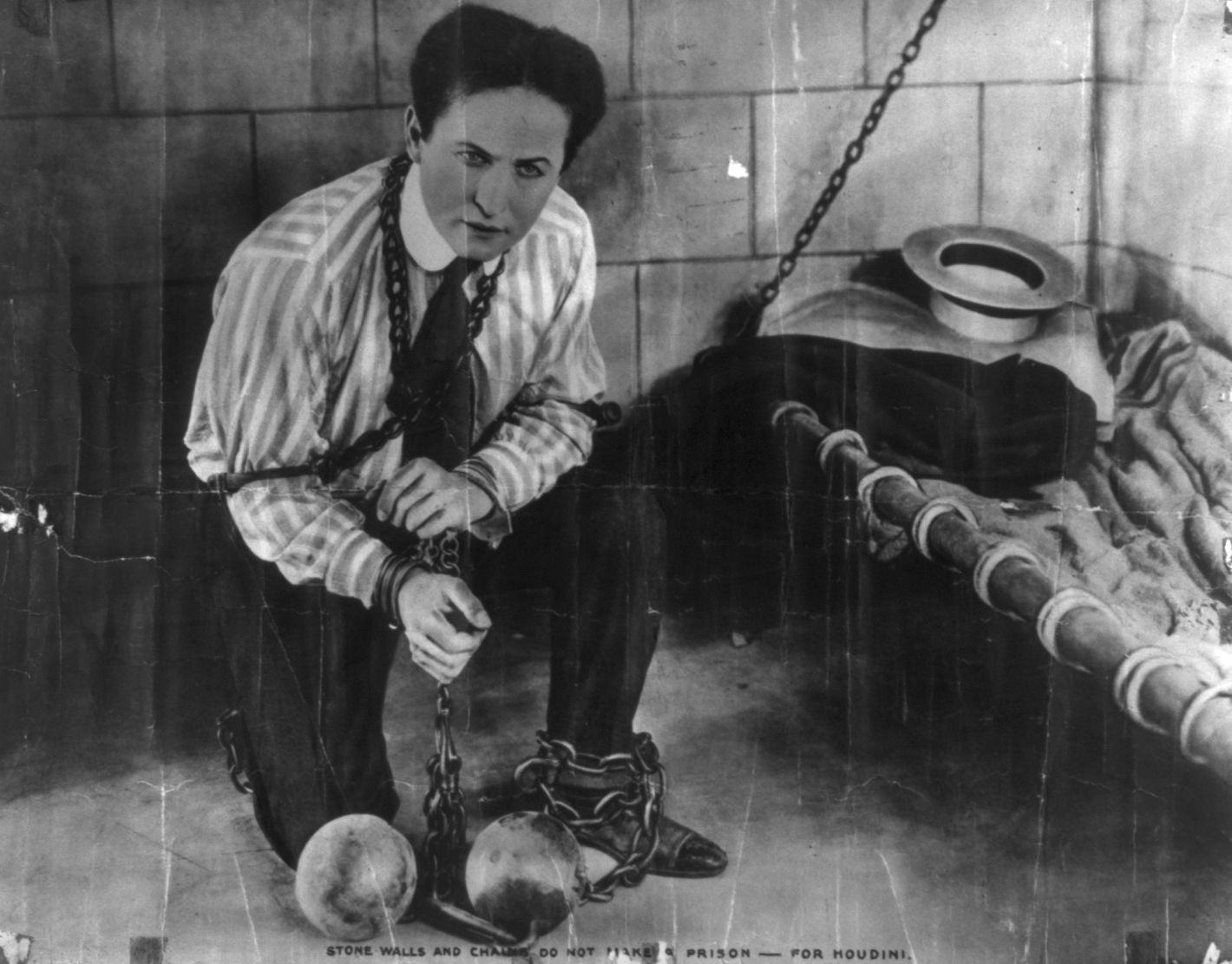
Harry Houdini inför ett utbrytartrick.

Utbrytarkonst är konsten att i underhållningssyfte bryta sig ut ur frihetsberövande anordningar som bojor, tvångströjor och låsta kistor. 
Utövaren kallas utbrytarkung. Till sin hjälp kan utövaren använda både trolleri och akrobatik.
Den mest kända utbrytarkungen är Harry Houdini som väckte stor uppståndelse vid sekelskiftet 1900. Den breda publiken idag har främst mött denna konstform via David Copperfields stora TV-shower.

## Utövare (internationellt)
- James Randi
- Criss Angel
- Alan Alan
- Hans Moretti
- Harry Houdini
- Minerva Van Dorne
- Murray (Norman Murray Walters)
- Jonathan Goodwin

## Utövare (Sverige)
- Harry Harries
- Kesselofski och Fiske
- Bernardi
- Bröderna Sunell
- Helmuth Geschpänster
- Arkadia (Anders Sebring)